# Список плазунів Швеції
Цей список є списком видів плазунів, спостережених на території Швеції. Через холодний клімат у фауні Швеції спостерігається лише шість видів плазунів: три ящірок, три змій.

## Ряд Лускаті (Squamata)
Найбільший ряд плазунів. До лускатих включають змій та ящірок. Налічує понад 5 тис. видів, з них у Швеції трапляється 6 видів.

### Родина Веретільницеві (Anguidae)
| Українська назва                  | Шведська назва | Латинська назва | Автор таксона  | Статус МСОП | Поширення у Швеції                      | Зображення |
| Ряд: Лускаті (Squamata)           |                |                 |                |             |                                         |            |
| Родина: Веретільницеві (Anguidae) |                |                 |                |             |                                         |            |
| Веретільниця ламка                | Kopparödla     | Anguis fragilis | Linnaeus, 1758 | LC          | Повсюдно у Південній та Східній Швеції. |            |

### Родина Ящіркові (Lacertidae)
| Українська назва              | Шведська назва | Латинська назва  | Автор таксона     | Статус МСОП | Поширення у Швеції                        | Зображення |
| Ряд: Лускаті (Squamata)       |                |                  |                   |             |                                           |            |
| Родина: Ящіркові (Lacertidae) |                |                  |                   |             |                                           |            |
| Ящірка прудка                 | Sandödla       | Lacerta agilis   | Linnaeus, 1758    | LC          | Досить поширена на півдні та сході країни |            |
| Ящірка живородна              | Skogsödla      | Zootoca vivipara | von Jacquin, 1787 | LC          | Поширена по всій Швеції                   |            |

### Родина Полозові (Colubridae)
| Українська назва              | Шведська назва | Латинська назва     | Автор таксона  | Статус МСОП | Поширення у Швеції        | Зображення |
| Ряд: Лускаті (Squamata)       |                |                     |                |             |                           |            |
| Родина: Полозові (Colubridae) |                |                     |                |             |                           |            |
| Мідянка звичайна              | Hasselsnok     | Coronella austriaca | Laurenti, 1768 | LC          | Мозаїчно на півдні країни |            |

### Родина Вужеві (Natricidae)
| Українська назва            | Шведська назва | Латинська назва | Автор таксона  | Статус МСОП | Поширення у Швеції         | Зображення |
| Ряд: Лускаті (Squamata)     |                |                 |                |             |                            |            |
| Родина: Вужеві (Natricidae) |                |                 |                |             |                            |            |
| Вуж звичайний               | Snok           | Natrix natrix   | Linnaeus, 1758 | LC          | На півдні досить поширений |            |

### Родина Гадюкові (Viperidae)
| Українська назва             | Шведська назва | Латинська назва | Автор таксона  | Статус МСОП | Поширення у Швеції        | Зображення |
| Ряд: Лускаті (Squamata)      |                |                 |                |             |                           |            |
| Родина: Гадюкові (Viperidae) |                |                 |                |             |                           |            |
| Гадюка звичайна              | Huggorm        | Vipera berus    | Linnaeus, 1758 | LC          | Спорадично по всій країні |            |